# Ахмад Шах (султан Паханга)
Ахмад Шах, или Султан Хаджи Ахмад Шах Ал-Мустаин Биллах ибни Султан Абу Бакар Риаятуддин Ал-Муадзам Шах (24 октября 1930 — 22 мая 2019), — политический и государственный деятель Малайзии, пятый султан Паханга (с 8 мая 1974 года по 15 января 2019 года), седьмой Верховный правитель (Янг ди-Пертуан Агонг) Малайзии (26 апреля 1979 года — 25 апреля 1984 года).

## Биография
Родился 24 октября 1930 года в Инстана Мангга Тунггале, Пекан (султанат Паханг). Он был единственным сыном султана Абу Бакара Риайтуддина Аль-Муаззама Шаха Султана ибн Алмархума Абдулла аль-Мутассима Биллаха Шаха (1904—1974), султана Паханга (1932—1974), и супруги Тенгку Ампуан Бесар Фатимы Бинти Алмархум Султан Сэр Аланг Искандар Шах II Каддасуллах.
Учился в малайском колледже в Куала-Кангсаре, затем получил диплом в области государственного управления в Вустерском колледже, Оксфордском и Эксетерском университетах.
7 мая 1974 года после смерти своего отца 43-летний Ахмад Шах унаследовал престол султаната Паханг. 26 апреля 1979 года он был избран 7-м Верховным правителем (Янг ди-Пертуан Агонг) Малайзии (1979—1984). Сторонник премьер-министра Махатхира Мохамада.
Спорный и своевольный политик, он часто вынуждал своих главных министров уходить в отставку из-за незначительных инцидентов.
Хобби — футбол, гольф, поло и конные скачки.
Был президентом малайзийской футбольной ассоциации (1984—2014), президентом Азиатской футбольной конфедерации (до 2002 года) и Федерация футбола АСЕАН (2011).
Занимая пост президента Малайзии в 1979—1984 годах, также являлся верховным главнокомандующим вооруженных сил Малайзии, фельдмаршалом королевских ВВС Малайзии, адмиралом королевских ВМС Малайзии и фельдмаршалом армии (26 апреля 1979 — 25 апреля 1984). Осенью 2016 года ему был предложен во второй раз пост заместителя Верховного правителя Малайзии, однако султан Паханга из-за здоровья отказался от этой должности. Что было впервые в истории страны. В середине января 2019 года султан решением Султанского Королевского Совета на внеочередном заседании был отрешён от власти штата.
Имел чин полковника вооруженных сил Малайзии.
Скончался вскоре после отречения от должности султана 22 мая 2019 года. Был похоронен рядом со своей первой супругой в мечети Абу Бакар, которую прежде сам и открывал.

## Семья и дети
Был дважды женат. 22 апреля 1954 года его первой женой стала Тенгку Ампуан Афзан бинти Тенгку Панглима Перанг (4 декабря 1930 — 29 июня 1988), принцесса из султаната Тренгану. У супругов было два сына и пять дочерей. Тенгку Афзан скончалась от рака.
Дети от первого брака:
- дочь Тенгку Мериам (род. 1 апреля 1955)
- дочь Тенгку Мухаини (род. 31 октября 1956)
- дочь Тенгку Аиша Марселла (род. 13 ноября 1957)
- сын Абдулла (род. 30 июля 1959), султан Паханга с 2019 года.
- сын Тенгку Абдул Рахман (род. 23 августа 1960)
- дочь Тенгку Нонг Фатима (род. 4 сентября 1962)
- дочь Шахариах (род. 12 сентября 1964)

14 марта 1991 года вторично женился на Султанах Калсом бинти Абдуллах (род. 12 сентября 1951), имевшей пакистанское происхождение. У супругов один ребенок:
- сын Тенгку Абдул Фахд Муаззам (род. 10 февраля 1994)